# Grudusk
Grudusk es un pueblo de Polonia, en Mazovia.  Es la cabecera del distrito (Gmina) de Grudusk, perteneciente al condado (Powiat) de Ciechanów. Se encuentra aproximadamente  a 22 km al norte de Ciechanów y 97 km  al norte de Varsovia. Su población es de 1.500 habitantes.
Entre 1975 y 1998 perteneció al voivodato de Ciechanów.